# Reino Börjesson
Reino Börjesson (4. únor 1929 Partille – 21. října 2023, Partille) byl švédský fotbalista, záložník. Jeho otcem byl švédský fotbalový reprezentant Erik Börjesson.

## Fotbalová kariéra
Začínal v týmu Jonsereds IF.
Ve švédské lize hrál za IFK Göteborg a Norrby IF, nastoupil v 55 ligových utkáních a dal 29 gólů. Kariéru končil v týmu Örgryte IS. Za reprezentaci Švédska nastoupil v letech 1951–1958 v 10 utkáních a dal 3 góly. Byl členem švédské reprezentace na Mistrovství světa ve fotbale 1958, nastoupil ve 3 utkáních a získal s týmem stříbrné medaile za 2. místo.

## Ligová bilance
| Ročník                    | Zápasy | Góly | Klub         |
| ------------------------- | ------ | ---- | ------------ |
| 2. švédská liga 1948/1949 | -      | -    | Jonsereds IF |
| 2. švédská liga 1949/1950 | -      | -    | Jonsereds IF |
| 2. švédská liga 1950/1951 | 17     | 11   | IFK Göteborg |
| 1. švédská liga 1951/1952 | 22     | 13   | IFK Göteborg |
| 1. švédská liga 1952/1953 | 11     | 3    | IFK Göteborg |
| 2. švédská liga 1953/1954 | -      | -    | Norrby IF    |
| 2. švédská liga 1954/1955 | -      | -    | Norrby IF    |
| 1. švédská liga 1955/1956 | 22     | 13   | Norrby IF    |
| 2. švédská liga 1956/1957 | -      | -    | Norrby IF    |
| 2. švédská liga 1957/1958 | -      | -    | Norrby IF    |
| CELKEM 1. švédská liga    | 55     | 29   |              |